# Mosambicarca erythraeonensis
Mosambicarca erythraeonensis is een tweekleppigensoort uit de familie van de Arcidae. De wetenschappelijke naam van de soort is voor het eerst geldig gepubliceerd in 1851 door Jonas in Philippi.